# Fiodor Tołbuchin
Fiodor Iwanowicz Tołbuchin (ros. Фёдор Иванович Толбухин; ur. 4 czerwca?/16 czerwca 1894 we wsi Androniki, zm. 17 października 1949 w Moskwie) – oficer Armii Imperium Rosyjskiego, radziecki dowódca wojskowy, marszałek Związku Radzieckiego (1944), Bohater Związku Radzieckiego (1965, pośmiertnie), deputowany do Rady Najwyższej ZSRR 2. kadencji (1946–1949).

## Życiorys

### Dzieciństwo i młodość
Urodził się 16 czerwca 1894 we wsi Androniki w guberni jarosławskiej (ob. obwód jarosławski) w rodzinie chłopskiej. Ukończył szkołę parafialną i szkołę ziemską. W 1912 ukończył prywatną szkołę w Sankt Petersburgu i tam pracował jako księgowy.

### I wojna światowa
Na początku I wojny światowej został powołany do wojska, służył jako motocyklista, a następnie został wysłany na naukę do szkoły chorążych. W 1915 został skierowany na Front Południowo-Zachodni, gdzie dowodził kompanią, a następnie batalionem. Za zasługi bojowe na froncie został odznaczony Orderem Świętej Anny i Orderem Świętego Stanisława.
Po rewolucji październikowej został wybrany na przewodniczącego pułkowego komitetu. Wojnę zakończył w randze sztabskapitana. W 1918 został zdemobilizowany.

### Dwudziestolecie międzywojenne
Wkrótce wstąpił do Armii Czerwonej i służył jako tzw. wojenspec. Od sierpnia 1918 komendant Komisariatu Wojskowego.
W 1919 ukończył szkołę służby sztabowej i brał udział w wojnie domowej jako młodszy pomocnik szefa sztabu dywizji piechoty na Froncie Północnym i Froncie Zachodnim. W 1921 uczestniczył w tłumieniu powstania w Kronsztadzie, a następnie w działaniach zbrojnych przeciwko Finom i Karelom w Karelii.
W 1927 i 1930 ukończył kursy doskonalenia dowódców, a w 1934 ukończył Akademię Wojskową im. Michaiła Frunzego. Zajmował stanowisko szefa sztabu dywizji piechoty, a od czerwca 1934 szefa sztabu korpusu piechoty. Od września 1937 dowodził dywizją piechoty na Ukrainie. W od lipca 1938 do sierpnia 1941 był szefem sztabu Zakaukaskiego Okręgu Wojskowego.
Od 1938 członek partii komunistycznej WKP(b).

### II wojna światowa
W czerwcu 1940, wraz z wprowadzeniem zmian stopni w Armii Czerwonej, przyznano mu stopień generała majora.
Od sierpnia do grudnia 1941 był szefem sztabu Frontu Zakaukaskiego, od grudnia 1941 do stycznia 1942 – szef sztabu Frontu Kaukaskiego, a od stycznia do marca 1942 – szef sztabu Frontu Krymskiego. W okresie maj – lipiec 1942 – zastępca dowódcy Stalingradzkiego Okręgu Wojskowego.
Od lipca 1942 do stycznia 1943 był dowódcą 57 Armii w bitwie stalingradzkiej, a od lutego 1943 do marca 1943 dowódcą 68 Armii na Froncie Północno-Zachodnim. Następnie szef sztabu wielu frontów i dowódca Frontu Południowego oraz 4 i 3 Frontu Ukraińskiego, które wkroczyły na Ukrainę, do Rumunii, Bułgarii, Węgier i Austrii.

### Okres powojenny
Po wojnie był głównodowodzącym Południowej Grupy Wojsk na terytorium Rumunii i Bułgarii. Od 1947 dowódca Zakaukaskiego Okręgu Wojskowego. Deputowany Rady Najwyższej ZSRR 2. kadencji (1946–1949). Zmarł na zawał serca 17 października 1949, w wieku 55 lat. Jego ciało zostało skremowane, a urnę z prochami umieszczono pod murem kremlowskim na Placu Czerwonym w Moskwie.
Dekretem Prezydium Rady Najwyższej ZSRR z 7 maja 1965, jako wybitny dowódca wojskowy ZSRR, marsz. Fiodor Iwanowicz Tołbuchin pośmiertnie otrzymał tytuł Bohatera Związku Radzieckiego.

## Awanse
- sztabskapitan – 1918
- kombrig – 28 listopada 1935 [dowódca brygady, ranga istniejąca od 22 września 1935 do 7 maja 1940]
- komdiw – 15 lipca 1938 [dowódca dywizji]
- generał major – 4 czerwca 1940
- generał porucznik – 19 stycznia 1943
- generał pułkownik – 28 kwietnia 1943
- generał armii – 21 września 1943
- marszałek Związku Radzieckiego – 12 września 1944

## Ordery i odznaczenia
- Medal „Złota Gwiazda” Bohatera Związku Radzieckiego (7 maja 1965, pośmiertnie)
- Order „Zwycięstwo” (26 kwietnia 1945)[1]
- Order Lenina (dwukrotnie: 1944, 1945)
- Order Czerwonego Sztandaru (trzykrotnie: 1922, 1944)
- Order Suworowa I klasy (dwukrotnie: 1943, 1944)
- Order Kutuzowa I klasy (1943)
- Order Czerwonej Gwiazdy (1938)
- Medal „Za obronę Stalingradu”
- Medal „Za zdobycie Budapesztu”
- Medal „Za zdobycie Wiednia”
- Medal „Za wyzwolenie Belgradu”
- Medal „W upamiętnieniu 800-lecia Moskwy”
- Medal „Za zwycięstwo nad Niemcami w Wielkiej Wojnie Ojczyźnianej 1941–1945”
- Medal jubileuszowy „XX lat Robotniczo-Chłopskiej Armii Czerwonej”
- Medal jubileuszowy „30 lat Armii Radzieckiej i Floty”
- Order Świętej Anny IV klasy (Imperium Rosyjskie)
- Order św. Stanisława (Imperium Rosyjskie)
- Bohater Bułgarskiej Republiki Ludowej (Bułgaria)
- Order Georgi Dimitrowa (Bułgaria)
- Order za Odwagę (Bułgaria)
- Order Narodowego Bohatera Jugosławii (Jugosławia)
- Order Zasługi Węgierskiej Republiki Ludowej I Klasy (Węgry)
- Order Wolności (Węgry)
- Wielki Oficer Orderu Legii Honorowej (Francja)